# Stade de Tampere
 (avril 2025).
Le stade de Tampere, ancien stade Ratina, est un stade construit dans le quartier de Ratina à Tampere en Finlande.

## Présentation
Construit en 1965 par Timo Penttilä, un célèbre architecte finlandais, le stade de football de Tampere United et de l'équipe de Finlande de football. Il a été construit en 1965 et peut contenir 17 000 spectateurs. Il a été rénové en 2004. Il est doté d'une piste d'athlétisme.
Il est utilisé par Tampere United comme stade à domicile et quelquefois par l'équipe de Finlande de football dans les matches amicaux et dans les tours préliminaires des grandes compétitions.
S'y dérouleront les Championnats d'Europe espoirs d'athlétisme 2013.

## Caractéristiques du stade
- Capacité : 16 850 spectateurs et tout le stade est couvert.
- Le stade est chauffé
- Système de chauffage sous le gazon.